# Травянка (Алтайский край)
Травянка — упразднённое в 1970 году село в Бурлинском районе Алтайского края. Входило в состав Новопесчанского сельсовета. 

## География
Распологалась в северо-западной части края, у административной границы с Новосибирской областью, вблизи озера Травное и реки Бурла.
Рельеф — равнинный. Климат — резко континентальный. Средняя температура января −16,8 °C,июля +20,8 °C. Количество атмосферных осадков 275 мм. 

## История
Основано в 1908 году. 
Сельхозартель «Красный пахарь». С 1950 г. отделение колхоза имени Кирова. С 1957 г. отделение совхоза «Бурлинский».
Ликвидировано в 1970 г.
В 1976 г. из Травянки последним уехал сторож, охранявший колхозное имущество.

## Инфраструктура
Было развито коллективное хозяйство.  Были в селе ветряная мельница, кузня, пасека.